# Srîdjîna
Srîdjîna är en ö i Algeriet.   Den ligger i provinsen Skikda, i den norra delen av landet, 300 km öster om huvudstaden Alger. Arean är 0,11 kvadratkilometer.
Terrängen på Srîdjîna är mycket platt.  Runt Srîdjîna är det i huvudsak tätbebyggt.